# Đảo Bouvet
Đảo Bouvet (tiếng Na Uy: Bouvetøya, trước đây có tên Đảo Liverpool hoặc Đảo Lindsay) là một hòn đảo núi lửa ở cận Nam cực không có người ở phía Nam Đại Tây Dương, về phía nam - đông nam của Mũi Hảo Vọng (Nam Phi). Nó là khu vực tự trị của Na Uy và không dính dáng tới Hiệp ước châu Nam Cực, vì nó nằm về phía bắc của vĩ độ giới hạn vùng hiệp ước.

## Địa lý
Đảo Bouvet nằm ở 54°26′N 3°24′Đ / 54,433°N 3,4°Đ. Nó có diện tích 49 km², 93% trong số đó bị bao phủ bởi những dòng sông băng ngăn cách bờ biển phía nam và phía đông.
Đảo Bouvet là đảo xa nhất trên thế giới. Đảo gần nhất là Vùng đất Nữ hoàng Maud, châu Nam Cực, cách trên 1.600 km (1.000 dặm) về phía nam, và chính đảo đó cũng không có người ở.
Nó không có cảng hoặc cầu tàu, chỉ có bến tàu ở bờ biển, và do đó rất khó tiếp cận. Cách dễ nhất để vào đảo là bằng trực thăng xuất phát từ tàu. Những dòng sông băng tạo thành một lớp băng dày hình thành nên những vách đá cao nhô ra biển hoặc về phía những bờ biển đen với cát núi lửa. Bờ biển dài 29,6 km (18,4 dặm) thường bao bọc bởi những đám băng. Điểm cao nhất trên đảo được gọi là Olavtoppen, đỉnh của nó cao 780 m (2.559 ft) từ mặt nước biển. Có một bãi đá ngầm dung nham trên bờ biển phía tây của đảo, dường như xuất hiện khoảng giữa năm 1955 và 1958, tạo thành nơi làm tổ cho chim chóc.
Do khí hậu khắc nghiệt và địa thế băng bao phủ, thực vật chỉ giới hạn ở địa y và rêu. Hải cẩu, hải âu và chim cánh cụt là những cư dân duy nhất trên đảo.

## Lịch sử

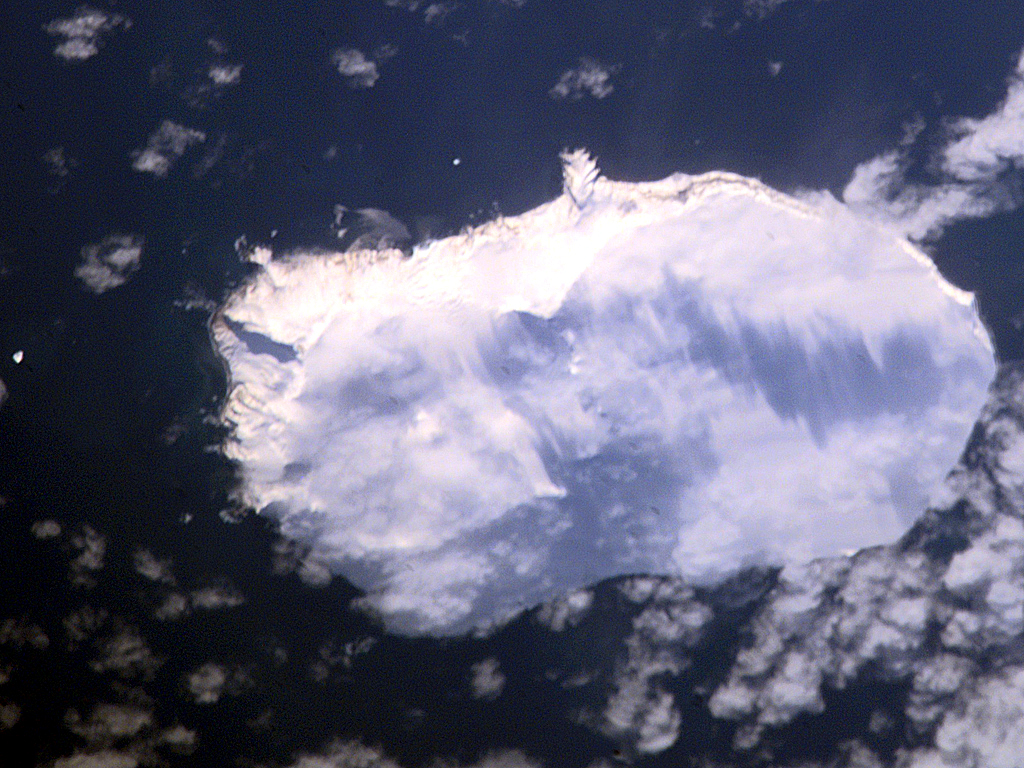
Ảnh từ không trung

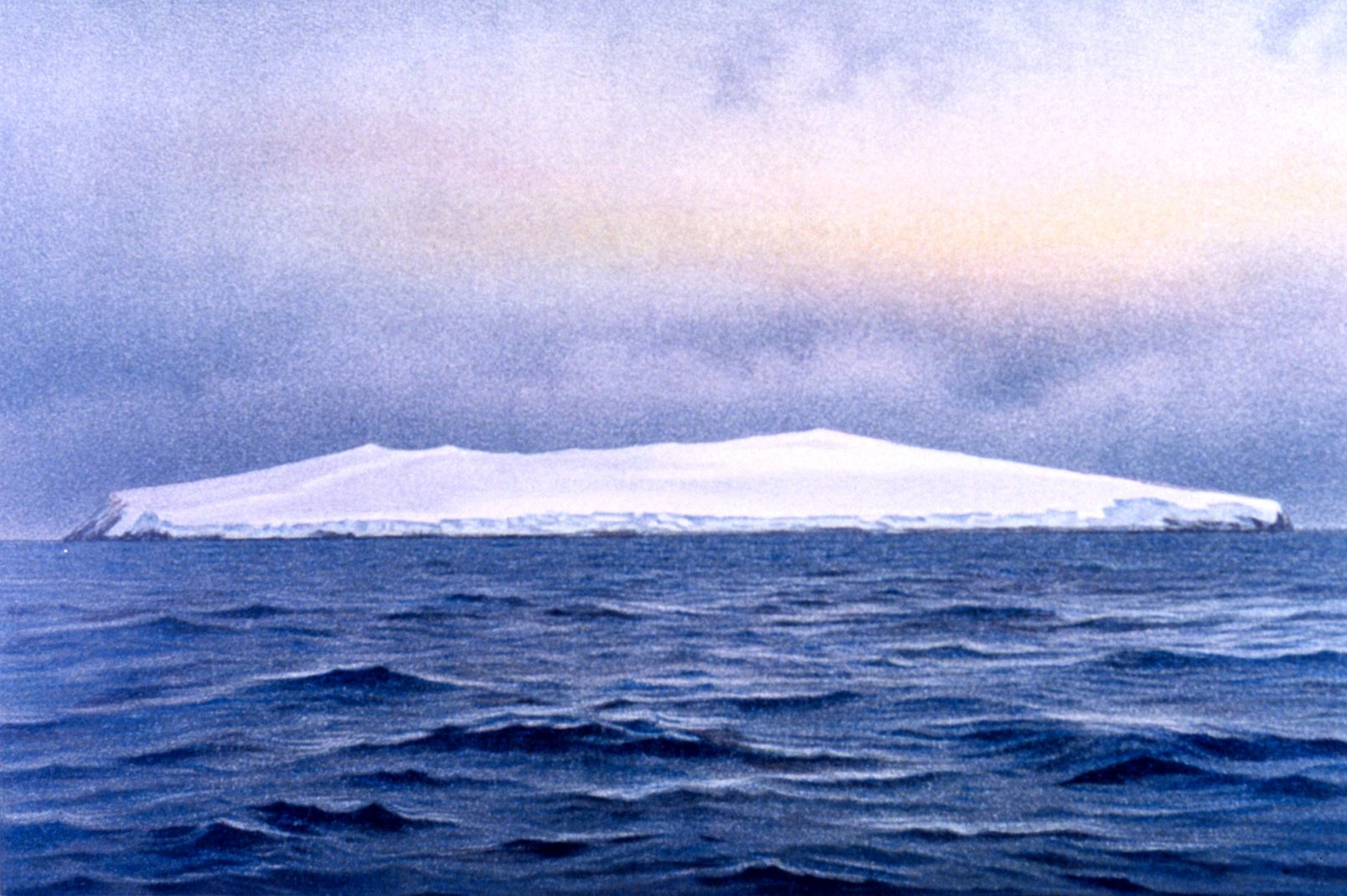
Cờ biển đông nam Đảo Bouvet, 1898

Đảo Bouvet được tìm ra vào ngày 1 tháng 1 năm 1739, do Jean-Baptiste Charles Bouvet de Lozier, người chỉ huy những chiếc tàu Pháp Aigle và Marie. Tuy nhiên, vị trí của đảo đã không được định vị chính xác, mà bị chệch 8 độ về phía đông, và Bouvet đã không đi hết một vòng hòn đảo, do đó ông không biết đó là đảo hay một phần của lục địa.
Vào năm 1772, Thuyền trưởng James Cook rời Nam Phi trên theo một nhiệm vụ tìm ra hòn đảo. Tuy nhiên, khi đến tọa độ 54°S, 11°E mà Bouvet đánh dấu, ông không tìm thấy gì. Thuyền trưởng Cook đã cho rằng Bouvet đã nhìn nhầm một đỉnh băng thành hòn đảo, và ông từ bỏ cuộc tìm kiếm.
Đảo không được nhìn thấy cho đến tận năm 1808, khi nó được James Lindsay, thuyền trưởng tàu đánh cá voi Snow Swan của Công ty Enderby, tìm thấy. Mặc dù ông không đổ bộ, ông là người đầu tiên đánh dấu vị trí chính xác của hòn đảo. Trong thời gian này đảo đôi khi được gọi là Đảo Lindsay, mặc dù người ta không chắc nó có chính là hòn đảo mà Bouvet đã nhìn thấy hay không.
Lần đổ bộ đầu thành công đầu tiên là vào tháng 12 năm 1822, khi Thuyền trưởng Benjamin Morrell của tàu đánh cá voi Wasp đã đổ bộ để săn hải cẩu. Ông đã thành công và lấy được vài bộ da hải cẩu.
Vào ngày 10 tháng 12 năm 1825, Thuyền trưởng Norris, trưởng tàu săn cá voi Sprightly và Lively của Công ty Enderby, đã đổ bộ lên đảo, đặt tên nó là Đảo Liverpool và tuyên bố chủ quyền trên danh nghĩa Hoàng gia Anh. Một lần nữa, vào thời điểm đó người ta không biết chắc chắn rằng đó có phải là hòn đảo đã tìm thấy trước đó hay không. Ông cũng báo cáo đã trông thấy hòn đảo thứ hai gần đó, mà ông đặt tên là Đảo Thompson. Hiện nay không còn thấy dấu vết của đảo này.
Vào năm 1898, đoàn thám hiểm Valdivia của Đức do Carl Chun đã đầu đã thăm đảo nhưng không đổ bộ.
Lần ở dài ngày đầu tiên ở đảo là vào năm 1927, khi tàu Norvegia của Na Uy đã ở đó trong khoảng 1 tháng; đây là nền tảng cho việc tuyên bố chủ quyền trên danh nghĩa Na Uy của trưởng nhóm thám hiểm Norvegia Lars Christensen, ông đã đặt tên cho đảo là Đảo Bouvet (Bouvetøya theo tiếng Na Uy).
Hòn đảo đã được sáp nhập vào ngày 1 tháng 12 năm 1927, theo sắc lệnh Hoàng gia Na Uy vào ngày 23 tháng 1 năm 1928, Bouvetøya trở thành Lãnh thổ của Na Uy. Anh khước từ tuyên bố của họ theo yêu cầu của Na Uy vào năm sau đó. Vào năm 1930 một đạo luật của Na Uy đã được thông qua và khiến đảo trở thành vùng đất phụ thuộc theo chủ quyền của Na Uy (nhưng không phải là một phần của nó).
Vào năm 1964, một tàu cứu đắm được tìm thấy trên đảo, cùng với một số đồ tiếp tế; tuy nhiên, người ta không bao giờ tìm thấy những hành khách.
Vào năm 1971, Đảo Bouvet và vùng nước lãnh thổ lân cận được chỉ định là một khu bảo tồn tự nhiên. Vào thập niên 1950 và 1960, có một số chú ý từ Nam Phi đòi thành lập một trạm khí tượng ở đây, nhưng điều kiện trên đảo cho thấy điều này là bất khả thi. Đảo vẫn không có người ở, mặc dù một trạm khí tượng tự hành đã được đặt tại đó bởi người Na Uy vào năm 1977.
Vào ngày 22 tháng 9 năm 1979, một vệ tinh đã ghi một tia sáng (sau đó được diễn dịch là do một vụ nổ bom nguyên tử hoặc một hiện tượng thiên nhiên như sao băng gây ra) ở một quãng phí nam Ấn Độ Dương giữa Đảo Bouvet và Quần đảo Thái tử Edward. Tia sáng này hiện vẫn chưa được giải thích hoàn toàn.
Mặc dù không có người ở, Đảo Bouvet vẫn có tên miền quốc gia cấp cao nhất (ccTLD) .bv, dù nó không được dùng. Đảo Bouvet nằm trong múi giờ UTC Z. Atlantic/St_Helena là tên múi giờ sử dụng trong cơ sở dữ liệu múi giờ.

## Đảo Bouvet trong hư cấu
- Bouvet là bối cảnh của bộ phim năm 2004 Alien vs. Predator, trong đó sử dụng tên tiếng Na Uy "Bouvetøya" thậm chí trong phiên bản chưa xếp hạng của phim, một cảnh chiếu vệ tinh lên đảo mà theo điểm địa lý là xấp xỉ khu vực của Đảo Peter I.
- Hình ảnh của đảo xuất hiện trong cuốn sách A Grue of Ice của Geoffrey Jenkins. Nó cũng mô tả trong "Warhead" của Andy Remic